# Philippus-Kirche (Berlin-Friedenau)

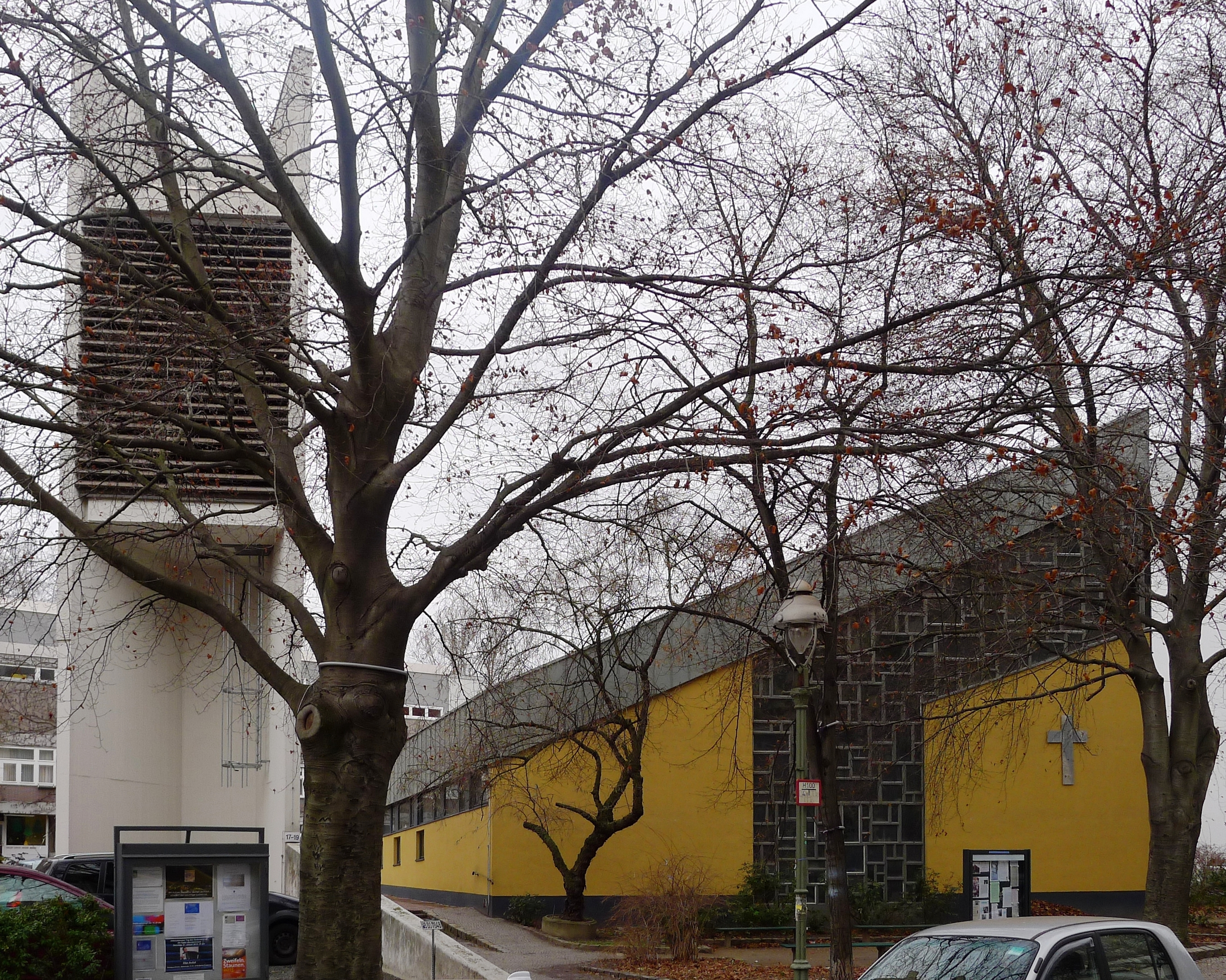
Philippus-Kirche

Die evangelische Philippus-Kirche, die sich in der Stierstraße 17–19 im Berliner Ortsteil Friedenau im Bezirk Tempelhof-Schöneberg befindet, entstand 1959–1962 nach einem Entwurf von Hansrudolf Plarre im Architekturstil der Nachkriegsmoderne.

## Geschichte
Im nördlichen Gemeindebereich der Nathanael-Kirche wurden bereits seit 1950 Veranstaltungen für Kinder und ältere Gemeindemitglieder in Privaträumen abgehalten. Seit 1954 gab es eine Gemeindeschwesternstation im Hause Stierstraße 14/15. Später wurde auf dem Nachbargrundstück ein Zelt der Berliner Stadtmission errichtet, das dann die Anregung zum Bau der Kirche an dieser Stelle gab. 1958 entschied sich der Gemeindekirchenrat für einen Entwurf des Architekten Hansrudolf Plarre, der Bau wurde am 24. Juni 1962 eingeweiht. Am 1. Juli 1962 wurde das Gebiet der Nathanaelgemeinde geteilt und die Tochtergemeinde mit Philipp Melanchthon als Namenspatron entstand, im Jahr 2000 fusionierten beide Gemeindebezirke zur Philippus-Nathanael-Kirchengemeinde. Seit Pfingsten 2010 wurde der Gottesdienstraum der Philippus-Kirche gesperrt, weil das Dach einzustürzen drohte. Nachdem die Gemeinde den vor ihr geforderten Eigenanteil an der Sanierung des Kirchendachs zusammengetragen hatte, wurde die Dachkonstruktion ab Januar 2012 erneuert.

## Baubeschreibung
Neben der Parabel ist in der Berliner Sakralarchitektur der 1950er Jahre das Polygon in unterschiedlichen Varianten verbreitet.

### Kirchenschiff
In eine Baulücke der Wohnbebauung, die durch die Abtragung einer Ruine entstanden ist, wurde die Saalkirche als freistehender Stahlbetonskelettbau errichtet. Die geometrische Figur des Grundrisses besteht aus zwei Trapezoiden, die sich symmetrisch gegenüberliegen, sodass ein Sechseck entsteht. Der spitz zur Straße ausgestellte Giebel, hinter dem sich der Altarraum befindet, ist breiter als der ihm gegenüber liegende, der ebenfalls spitz ausgestellt ist. Der Dachfirst des leicht geneigten Satteldaches fällt von der Altarwand aus längs der Symmetrieachse zur gegenüber liegenden Seite ab, ebenso die Dachtraufen an den Längsseiten des Kirchenschiffs. Der Altargiebel im Osten besteht aus einer geschlossenen Wandscheibe, oben und seitlich ist die Altarwand von farbigen Glasbausteinen umrahmt. Der westliche Giebel ist ebenfalls mit Glasbausteinen versehen.
Die markante bunte Glaswand auf der Altarseite wurde von Florian Breuer (1916–1994) geschaffen. Von ihm stammen auch die Fenster und die Altarwandmalerei in der Nathanael-Kirche sowie die Gedenkwand draußen an der Sühne-Christi-Kirche. Breuer ist auf dem Künstlerfriedhof Friedenau bestattet.
Auf der Nordseite des Gebäudes befindet sich der langgestreckte Seminarraum, der ursprünglich durch Harmonikatüren vom Kirchensaal abtrennbar war. Sie wurden später durch eine feste Wand ersetzt. Die Südseite wird von kleineren Räumen flankiert. Der Altarraum ist um zwei Stufen erhöht.

### Ausstattung
Vor der weißen Wand des Ostgiebels mit dem Kruzifix von Waldemar Otto steht der Altar, der von der Kanzel und dem Taufbecken flankiert wird. Vor der hinteren Glaswand hängt ein Kruzifix aus farbigem Glas.
Die Kirchenbänke sind in der Mitte geknickt und verlaufen parallel zum spitz ausgestellten westlichen Giebel.
Die am 7. Juni 1964 eingeweihte Schuke-Orgel steht auf einem frei in den Raum gestellten Piedestal, dessen Rückwand an den Vorraum grenzt.

### Kirchturm
Der Campanile ist weit von der Straße abgerückt. Er besteht aus drei Stahlbetonwänden in Sichtbeton, die im Grundriss ein Trapez bilden, offen zur breiten Seite. In ihm ist die Glockenstube eingehängt, die zur offenen Seite mit waagerechten Lamellen aus Holz versehen ist und die zur gegenüber liegenden Seite vier kleine, übereinander liegende Schallöffnungen hat. Im Glockenturm hängen drei Bronzeglocken der Glockengießerei Petit & Gebr. Edelbrock von 1962:
| Schlagton | Gewicht (kg) | Durchmesser (cm) | Höhe (cm) | Inschrift                                   |
| --------- | ------------ | ---------------- | --------- | ------------------------------------------- |
| es′       | 1450         | 132              | 111       | ER IST UNSER FRIEDE.                        |
| ges′      | 0810         | 110              | 095       | O, CHRISTE, REX GLORIA, DONA NOBIS PACEM.   |
| as′       | 0550         | 098              | 079       | SEID GETROST, ICH HABE DIE WELT ÜBERWUNDEN. |

Bildergalerie
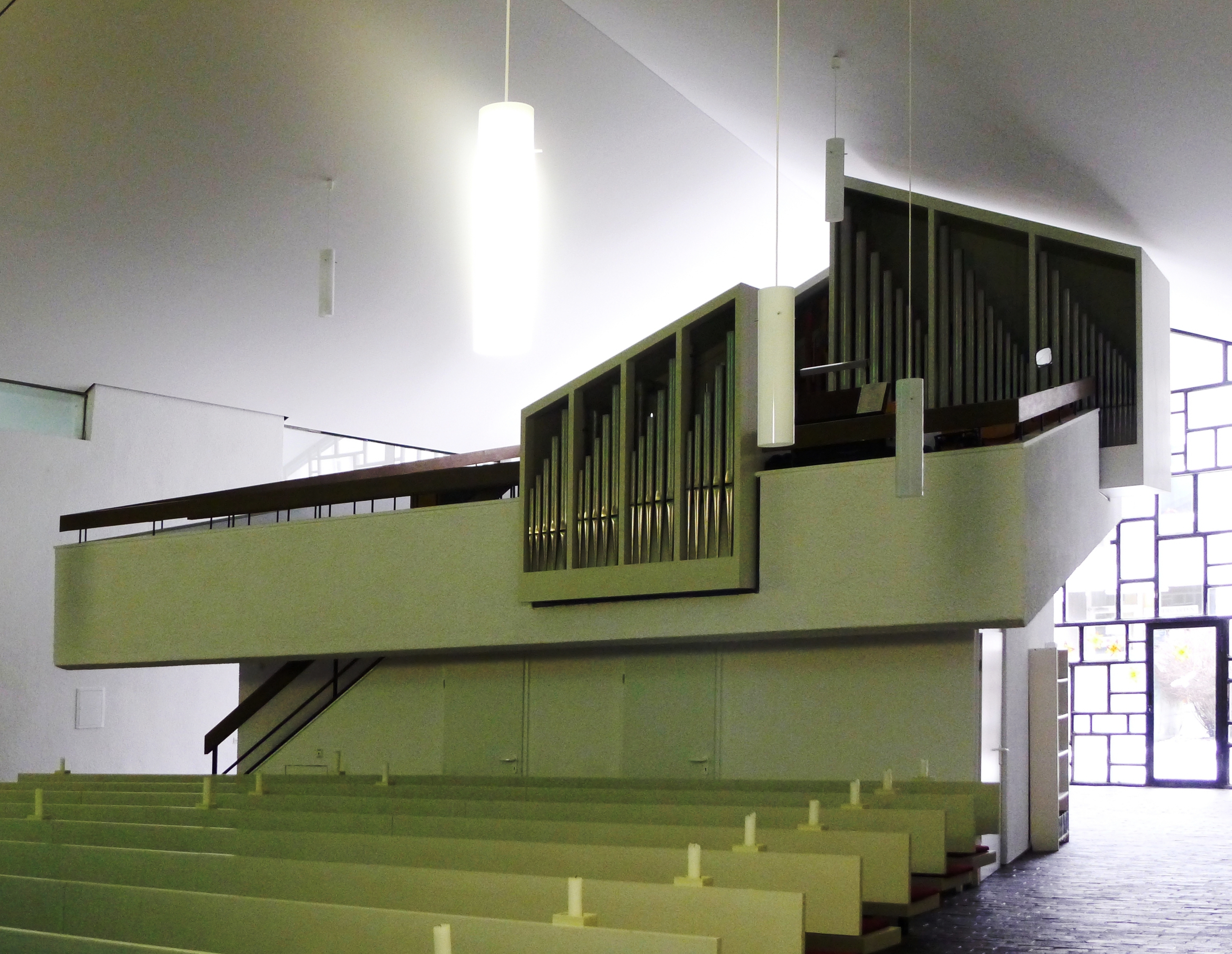
Orgelempore der Philippus-Kirche
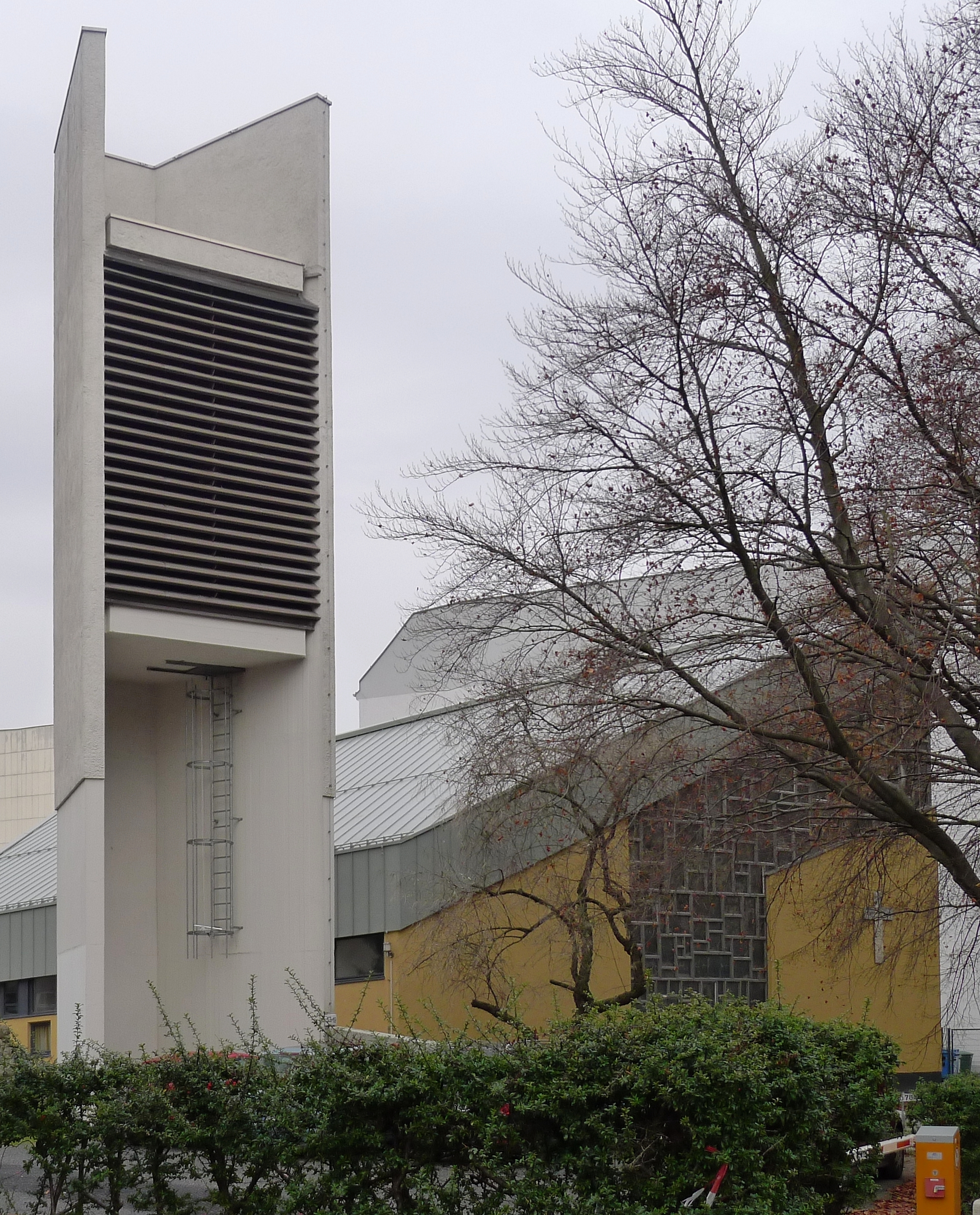
Glockenturm der Philippus-Kirche
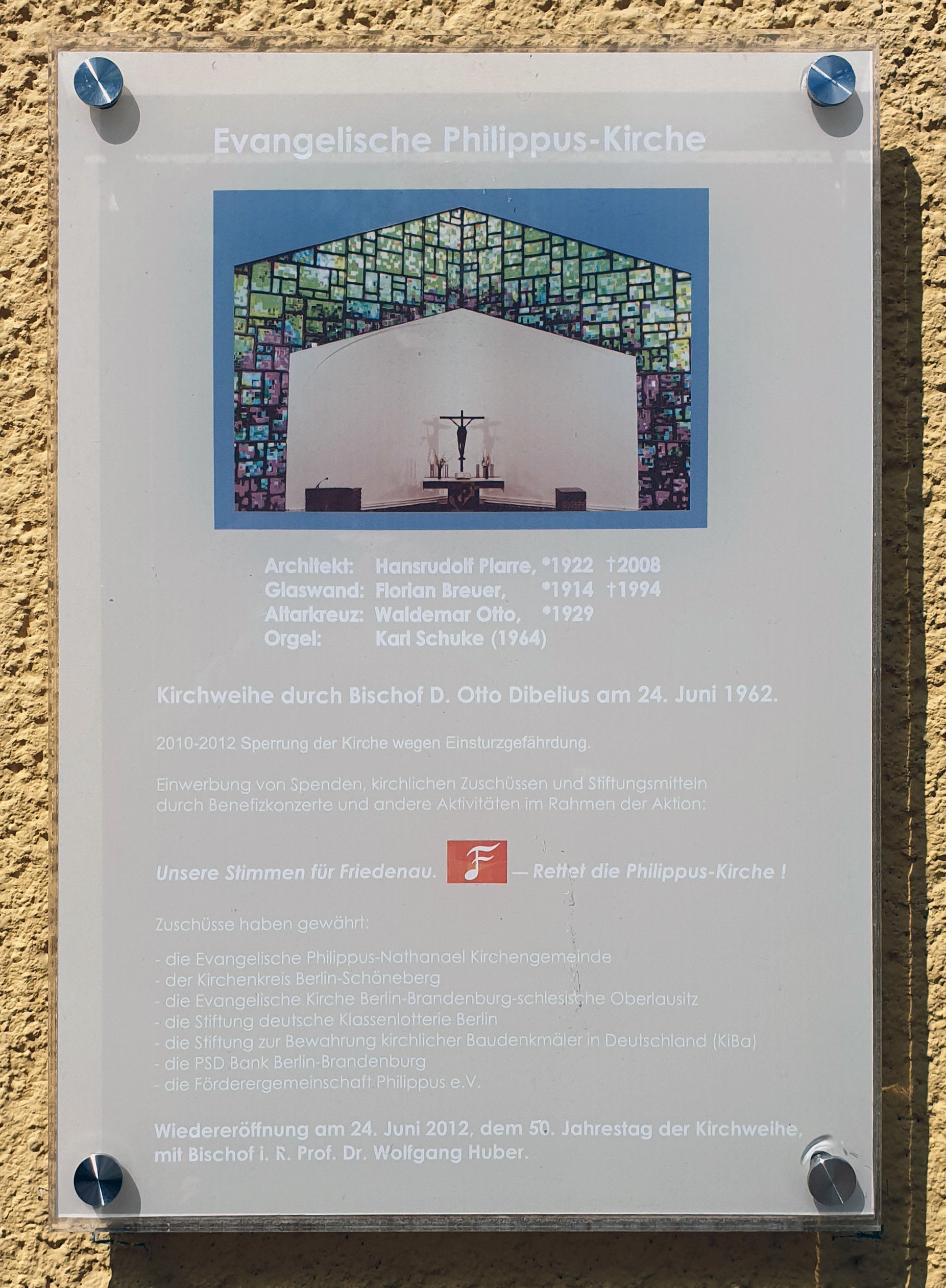
Gedenktafel
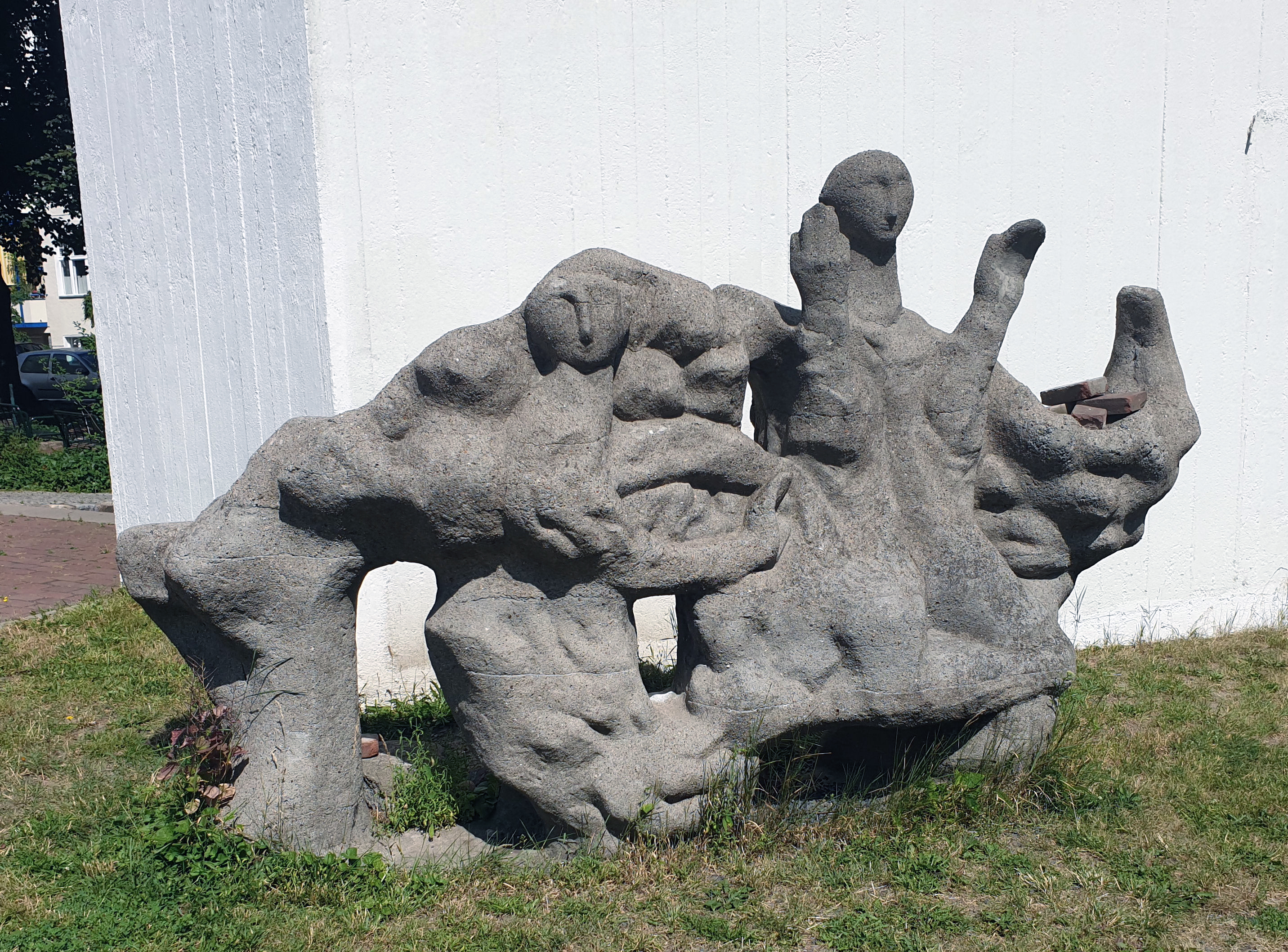
Philippus und Nathanael von Brigitte Haacke-Stamm, 1962